# بوروره
بوروره (به ایتالیایی: Borore) یک کومونه در ایتالیا است که در استان نیورو واقع شده‌است.

## خصوصیات
بوروره ۴۲٫۸ کیلومترمربع مساحت و ۲٬۲۲۲ نفر جمعیت دارد.